# Bolla di filtraggio
La bolla di filtraggio, in inglese Filter Bubble, è il risultato del sistema di personalizzazione dei risultati di ricerche su siti che registrano la storia del comportamento dell'utente. Questi siti sono in grado di utilizzare informazioni sull'utente (come posizione, click precedenti, ricerche passate) per scegliere selettivamente, tra tutte le risposte, quelle che vorrà vedere l'utente stesso. L'effetto è di escluderlo da informazioni che sono in contrasto con il suo punto di vista, isolandolo in tal modo nella sua bolla culturale o ideologica. Esempi importanti sono la ricerca personalizzata di Google, le notizie personalizzate di Facebook e i contenuti proposti su piattaforme come Instagram e TikTok. Il termine è stato coniato dall'attivista internet Eli Pariser nel suo libro The Filter Bubble: What the Internet Is Hiding from You, secondo cui gli utenti vengono esposti di meno a punti di vista conflittuali e sono isolati intellettualmente nella propria bolla di informazioni. L'effetto della «bolla» può avere delle implicazioni negative da un punto di vista civico, secondo Pariser, ma ci sono punti di vista differenti che suggeriscono che l'effetto sia minimo e affrontabile.

## Definizione
Pariser ha definito il suo concetto di bolla di filtraggio in termini più formali come «quel personale ecosistema di informazioni che viene soddisfatto da alcuni algoritmi». Sono stati utilizzati altri termini per descrivere questo fenomeno, inclusi «cornice ideologica» o una «sfera metaforica che ti circonda durante la ricerca su internet». La cronologia delle ricerche passate viene costruita in un momento storico dove l'utente di internet indica il suo interesse negli argomenti «cliccando link, vedendo gli amici, mettendo i film nella tua scaletta, leggendo nuove storie» e così via. Un'azienda può quindi usare queste informazioni per inserire pubblicità mirate all'utente o per renderle più evidenti nella pagina dei risultati della ricerca. La preoccupazione di Pariser è in qualche modo simile a quella espressa da Tim Berners-Lee in un report del 2010 sul The Guardian sull'effetto di una catena di Hotel California (You can check in, but you can’t check out) cosa che succede quando siti di rete sociale oscurano i contenuti di siti concorrenti – come strada per ottenere una maggiore condivisione tra tutti gli utenti di internet – di modo che «più li usi, più rimani chiuso» nelle informazioni interne al sito specifico. Diventa un «magazzino di contenuti chiuso» con il rischio di frammentare il Web mondiale, secondo Berners-Lee.
Nel libro sulla bolla di filtraggio, Pariser avverte che un potenziale difetto della ricerca filtrata è che «ci taglia da nuove idee, argomenti e informazioni importanti» e «crea l'impressione che i nostri stretti interessi siano tutto ciò che esiste». Ciò è potenzialmente dannoso sia per gli individui che per la società, nella sua visione. Critica Google e Facebook di offrire agli utenti «troppe caramelle, e non abbastanza verdure» Avvisa che «algoritmi invisibili che modificano il web» potrebbero «limitare la nostra esposizione a nuove informazioni e restringere la nostra mentalità». Sempre secondo Pariser, gli effetti negativi delle bolle di filtraggio includono il danno alla società nel suo complesso nel senso che questi sono in grado di «indebolire il discorso civico» e rendere le persone più vulnerabili a «manipolazioni e propaganda». Ha scritto:
(Eli Pariser, in The Economist, 2011)

## Reazioni
Ci sono studi contrastanti sull'estensione dei filtri personalizzati e se questi siano benefici o dannosi. L'analista Jacob Weisberg, che scrive su "Slate", ha fatto un piccolo esperimento non scientifico per mettere alla prova la teoria di Pariser coinvolgendo cinque soggetti con diversi background culturali. Effettuando esattamente la stessa ricerca i risultati ottenuti dai cinque partecipanti erano praticamente identici, per quattro diverse ricerche, il che suggerisce che le bolle di filtraggio non avessero avuto effetto. Questo lo ha portato alla concludere che sarebbe eccessiva la visione secondo cui tutte le persone si nutrirebbero solo di sé stesse. Uno studio scientifico della Wharton School dell'Università della Pennsylvania, che ha analizzato i suggerimenti personalizzati, ha poi trovato che questi filtri posso creare comunione, non frammentazione, nei gusti musicali online. I consumatori apparentemente usano i loro filtri per espandere i loro gusti, non per limitarli. Il critico letterario Paul Boutin ha condotto un esperimento simile con persone con diverse storie di ricerca, e ha trovato risultati simili a quelli di Weisberg con risultati di ricerca pressoché identici. Jonathan Zittrain, professore di legge ad Harvard, ha contestato l'estensione per cui i filtri personalizzati distorcano i risultati delle ricerche di Google: «Gli effetti della personalizzazione della ricerca sono stati chiariti». Inoltre, ci sono relazioni secondo cui gli utenti posso disattivare le opzioni di personalizzazione su Google se lo desiderano cancellando la cronologia e grazie ad altri metodi. Un portavoce di Google ha suggerito che alcuni algoritmi sono stati aggiunti al motore di ricerca esplicitamente per «limitare la personalizzazione e promuovere la varietà».
Ciò nonostante ci sono relazioni secondo cui Google e altri siti sono in possesso di grandi quantità di informazioni che potrebbero utilizzare per personalizzare ulteriormente l'esperienza dell'utente su internet se scegliessero di farlo. Un rapporto ha suggerito che Google può tenere traccia della cronologia degli utenti anche se questi non hanno un account Google o non hanno effettuato l'accesso. Una relazione riguardava il fatto che Google ha raccolto 10 anni di informazioni grazie a varie risorse come Gmail, Google Maps, e altri servizi connessi al motore di ricerca, anche se un rapporto al contrario affermi che provare a personalizzare internet per ciascun utente è una sfida ancora da raggiungere per le aziende nonostante l'enorme quantità di dati dal web. L'analista della CNN Doug Gross ha suggerito che la ricerca filtrata sembra essere più utile al consumatore che al cittadino, e può aiutare il consumatore che sta cercando ad esempio una pizza a trovare consegne nelle sue vicinanze sulla base di ricerche personalizzate e filtrare le pizzerie distanti. È affermato che siti come il The Washington Post, The New York Times e altri si stiano impegnando per creare motori di ricerca personalizzati con lo scopo di confezionare i risultati della ricerca verso quegli utenti con cui si trovino d'accordo o a cui sia probabile che piacciano.

## Concetti correlati
Il concetto di bolla di filtraggio è simile ad un fenomeno in cui le persone e le organizzazioni cercano un'informazione che è inizialmente percepita come importante ma che in realtà è inutile o solo parzialmente utile, ed evitano informazioni percepite come irrilevanti ma che in realtà sono utili. Il problema esiste in quanto la reale importanza di un particolare fatto o concetto in questi casi è evidente solo dopo che il fatto è diventato noto. Prima di ciò, l'idea di imparare un particolare fatto può essere scartata per un errore di percezione o di irrilevanza. Secondo ciò, colui che cerca l'informazione è intrappolato in un paradosso e non riesce ad imparare quello di cui ha realmente bisogno, e potrebbe essere preso in una sorta di vicolo cieco intellettuale. Questo fenomeno è stato descritto come "paradosso della rilevanza"; capita in diverse situazioni nel corso dello sviluppo dell'intelletto umano ed è un concetto importante per la scienza e l'educazione. Il libro The IRG Solution ha previsto ed analizzato questo problema e ha anche suggerito una soluzione generale.
C'è un fenomeno interessante e sempre più studiato che prende il nome di cherry picking, ovvero "scegliere solo le ciliegie migliori". È un termine utilizzato per riferirsi a una fallacia logica, per descrivere la tendenza a selezionare solo le informazioni che supportano le nostre convinzioni preesistenti e ignorare quelle che non lo fanno. Questo comportamento è spesso associato alla pregiudizio di conferma (Confirmation Bias) e alla creazione di una visione del mondo distorta.
Un processo connesso al cherry picking e alla bolla di selezione è il Confirmation Bias o pregiudizio di conferma, che indica un fenomeno cognitivo umano per il quale le persone tendono a muoversi entro un ambito delimitato dalle loro convinzioni acquisite.